# زهرة الأفعى البرتغالية
زهرة الأفعى البرتغالية (الاسم العلمي: Echium lusitanicum) هو نوع نباتي يتبع جنس زهرة الأفعى ضمن الفصيلة الحِمحِمية من طائفة ثنائيات الفلقة.